# 小行星5661
小行星5661（英語：5661 Hildebrand）是一颗围绕太阳公转的小行星。1977年8月14日，尼古拉·切爾尼赫在克里米亚发现了此天体。
这颗小行星的绝对星等为1.888621842279641等。